# Dōgen Handa
Honda Dogen (半田道玄?) (1 de enero de 1914, Japón — 31 de diciembre de 1974, Japón) fue un jugador de go profesional.

## Biografía
Handa creció bajo la disciplina de Tamejiro Suzuki. Empezó como profesional en la Nihon Ki-In pero después de la fundación de la Kansai Ki-In se unió a Hashimoto Utaro en la Kansai Ki-In. Alcanzó el 9 dan en 1959

## Campeonatos y subcampeonatos
| Título                  | Años ganado      |
| ----------------------- | ---------------- |
| Actuales                | 6                |
| Judan                   | 1963             |
| Oza                     | 1960, 1965       |
| Campeonato Kansai Ki-In | 1958, 1960, 1961 |

| Título   | Años perdido |
| -------- | ------------ |
| Actuales | 5            |
| Honinbo  | 1962         |
| Judan    | 1962, 1964   |
| Oza      | 1957, 1958   |